# Agostino Carracci

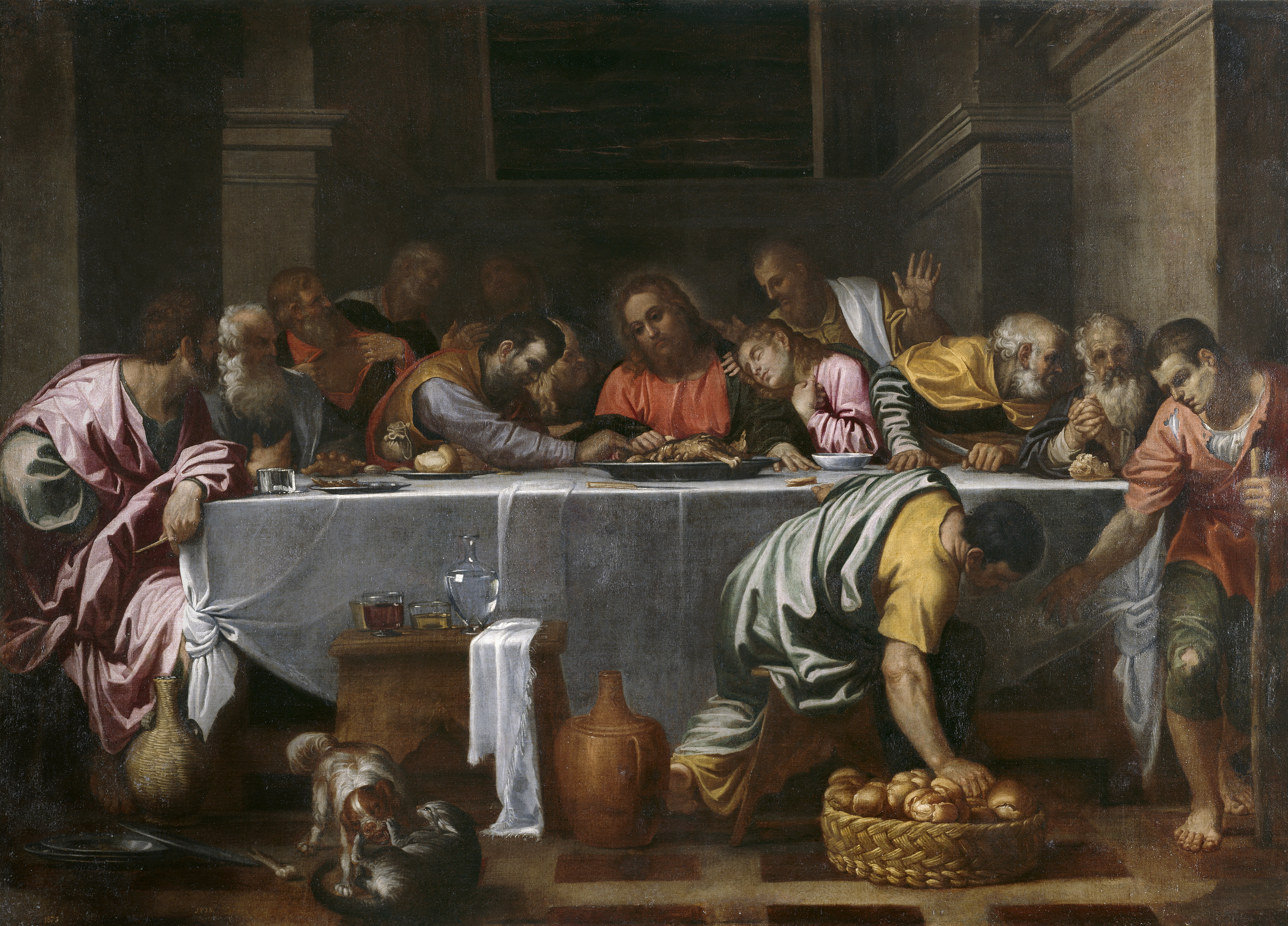
Az Utolsó vacsora (Prado)

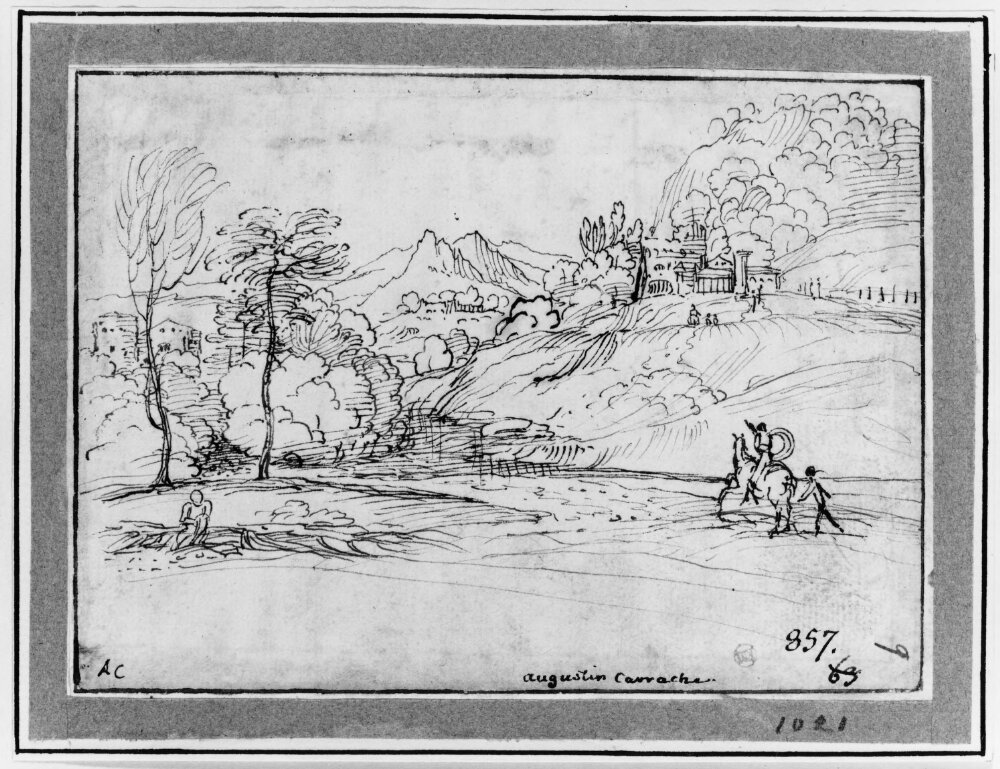
Tájkép lovassal — Nationalmuseum

Agostino Carracci (Bologna, 1557. augusztus 16. – Parma, 1602. február 23.) olasz festő és rézmetsző, Ludovico Carracci unokaöccse és Annibale Carracci bátyja, a bolognai iskola egyik alapítója.

## Élete
Eredetileg ötvösnek tanult; így ismerkedett meg a rézmetszés technikájával, és a művészet ezen ágában kiemelkedőket alkotott.
Festőként előbb a bolognai manieristáknál
- Prospero Fontana,
- Bartolomeo Passarotti,
- Domenico Tibaldi

és unokabátyja, Lodovico tanult,
azután a velenceiek, de főleg Correggio munkáin képezte magát.
Unokabátyjával és öccsével 1582-ben nyitotta meg Bolognában az Academia degli Incamminati festőiskolát (jelentése: helyes útra tértek) amely a stílusokat elegyítő bolognai irány kiindulópontjává vált.
Odoardo Farnese bíboros 1595-ben öccsével együtt meghívta Rómába, a Farnese-palota belső festésére (1597–1604). Itt ő készítette el a mennyezetfreskók tervét, amihez A Sixtus-kápolna mennyezetfreskója volt az ideál a kőből és bronzból képzelt alakok között medallionokkal és színes főképekkel. Ezután megfestett három jelentősebb képet — az egyik Galatea elrablása, a másikon Aurora elcsábítja Kephaloszt — majd összeveszett öccsével, és 1600-ban elhagyta Rómát.
Dolgozott Bolognában, Velencében (először 1581-ben, hosszabban 1589-től) és Rómában (1597–99), valamint Pármában (1581-ben és utolsó éveiben).
A pármai herceg palotájában (Palazzo del Giardino, ma katonai iskola) tanítványaival mitológiai, szerelmi történeteket ábrázoló mennyezetfreskókat festett, de közvetlenül a munka befejezése előtt meghalt.

## Munkássága
Sokoldalú művész volt, de nem oly impulzív, mint öccse. Unokabátyjához hasonlón teoretikus hajlamú volt — olyannyira, hogy az akadémián ő adta elő az elméletet.
Prózaíróként és költőként is alkotott; jeles könyv- és éremgyűjteményt hozott össze.
Ő volt korának legkiválóbb rézmetszője. Széles, erőteljes vonalú metszeteim kimutatható a Rómában élt németalföldi metsző, Cornelis Cort (1530–1578) hatása. Mintegy 270 lap maradt meg metszeteiből. Nagy festői hatású, szabad vonalú, metszeteinek egy része mások műveit reprodukálta. Jelentősek metszett arcképei (pl. Tiziano életnagyságú arcképe).
Ugyancsak kiemelkedőek saját mitológiai és allegorikus kompozíciói, illusztrációi Tasso eposzához, színpadi jelenetek és tankönyve kezdők részére.
Öccsével egyike volt az elsőknek, akik a Rómában élő flamand Brill testvérek hatására először önálló tájképeket festettek Itáliában.: Sziklás táj vízben fürdő férfiakkal (gouache-kép, Pitti). Kiváló arcképe; Johanna Parolini-Guicciardini karosszékében ülve, kezében könyvvel.
Legjelentékenyebb oltárképei:
- Szent Jeromos áldozása;
- Mária mennybemenetele (1590; Bologna, képtár),
- Szent Ferenc látomása (Bécsi Szépművészeti Múzeum